# Navas de Estena
Navas de Estena es un municipio español de la provincia de Ciudad Real, en la comunidad autónoma de Castilla-La Mancha. El término tiene una población de 282 habitantes (INE 2024).

## Ubicación
Navas de Estena es un municipio con una población de 291 habitantes (INE 2013) situado en el noroeste de la provincia de Ciudad Real. Dista por carretera 130 km de Madrid, 70 km de Toledo y 105 km de Ciudad Real.
Pertenece histórica, sociológica y geográficamente a la comarca de los Montes de Toledo. Asimismo, es uno de los seis municipios integrantes del área de influencia socioeconómica del parque nacional de Cabañeros.
La zona noroeste del parque nacional de Cabañeros pertenece en su mayor parte al término de Navas de Estena y no es posible su visita si no es desde esta población. Se incluyen en dicho parque unas 11 000 hectáreas del término municipal, entre ellas 800 hectáreas de montes públicos situadas a unos centenares de metros del casco urbano: sierras de El Ramiro y Fuentefría, entre las cuales cruza el río Estena a través de El Boquerón.

## Historia
En el año 1300, en el lugar donde hoy se encuentra Navas de Estena, se reunieron por primera vez las Hermandades de Toledo y Talavera. Dos años después se sumó la de Ciudad Real. Estas reuniones que en principio se celebraban en descampado, con el tiempo precisaron de una infraestructura de construcciones fijas que originaron un núcleo de población estable: Navas de Estena. Esta fue la primera reunión de una de las instituciones comarcales más antiguas de España, que tuvo competencias incluso en materia fiscal: la Llega; de la cual Navas de Estena fue sede durante varios siglos.
La historia de Navas de Estena es la historia de su comarca, los Montes de Toledo. Salvo algunos episodios singulares y algunos personajes vinculados a la historia del municipio algo más que a la del resto (Moraleda o el Capitán Ocaña), no tiene sentido hablar de la historia de Navas de Estena si no es en el contexto de la historia de la comarca. Y viceversa, no se puede explicar la historia de los Montes de Toledo sin referirse multitud de veces al municipio que es su centro geográfico, que durante mucho tiempo fue su centro político y que debe ser en un futuro uno de sus centros culturales (Centro de Interpretación y Museo de los Montes de Toledo).
Hacia mediados del siglo XIX, el lugar tenía censada una población de 110 habitantes. La localidad aparece descrita en el duodécimo volumen del Diccionario geográfico-estadístico-histórico de España y sus posesiones de Ultramar de Pascual Madoz de la siguiente manera:

NAVAS DE ESTENA: l. con ayunt. en la prov. de Ciudad-Real (14 leg.), part. jud. de Piedrabuena (12), aud. terr. de Albacete (46), dióc. de Toledo (11), c. g. de Castilla la Nueva (Madrid 23): sit. en una llanura, toda rodeada de asperísimas montañas; es de clima templado, le baten todos los vientos y se padecen intermitentes: tiene 30 casas, las mas inferiores que puede darse, diseminadas sin formar calles y desempedrado el suelo, sin ningun edificio ni establecimiento público mas que la igl. parr., dedicada á Ntra. Sra. de la Antigua, aneja al curato de Retuerta y servida por un ecónomo: á su inmediacion está el cementerio. Confina el térm. por N. con el de Hontanar (Toledo); E. Retuerta; S. Horcajo de los Montes; O. los Alares; estendiéndose 2 leg. de N. á S., lo mismo de E. á O. y comprende una casa y huerta perdidas en una deh. llamada Garbanzuelo; una ermita arruinada, que divide la jurisd. con Retuerta á una leg. de uno á otro punto en el sitio llamado aáleruelo; las deh. de Chiquillas, Guali, Avesfrias, y muchos montes poblados de ásperos bosques de jara, roble y chaparro. Le baña el r. Estena, que nace á una leg. del pueblo en la sierra llamada Muela, pasa á 1/4 leg. O. y desemboca en Guádiana. El terreno es asperísimo, rodeado de montañas elevadisimas y de secano á pesar de su abundancia de aguas: los caminos son veredas á los pueblas inmediatos: el correo se recibe en la estafeta de Fontanarejo cada 8 dias. prod.: trigo con escasez, centeno; se mantiene ganado vacuno, de cerda y cabrio, siendo este el mas preferido; muchas colmenas, y se cria abundante caza de todas clases y alguna pesca de truchas y barbos. ind.: 2 molinos harineros, propiedad de Retuerta: pobl.: 22 vec., 110 alm. cap. imp.: 5,460 rs. contr.: por todos conceptos con inclusion de culto y clero 1,036 rs. 14 mrs. presupuesto municipal 4,000 del que se pagan 1,200 al secretario por su dotacion y se cubre con arbitrios.
(Madoz, 1849, p. 135)

En 2021 la localidad tenía 59 habitantes censados.

## Demografía
Navas de Estena cuenta con una población de 282 habitantes (INE 2024).
| Gráfica de evolución demográfica de Navas de Estena entre 1842 y 2021                                               |
| |
| Población de derecho según los censos de población del INE Población de hecho según los censos de población del INE |

| 447           | 451 | 408 | 395 | 291 | 265 |
| (Fuente: INE) |     |     |     |     |     |

## Naturaleza

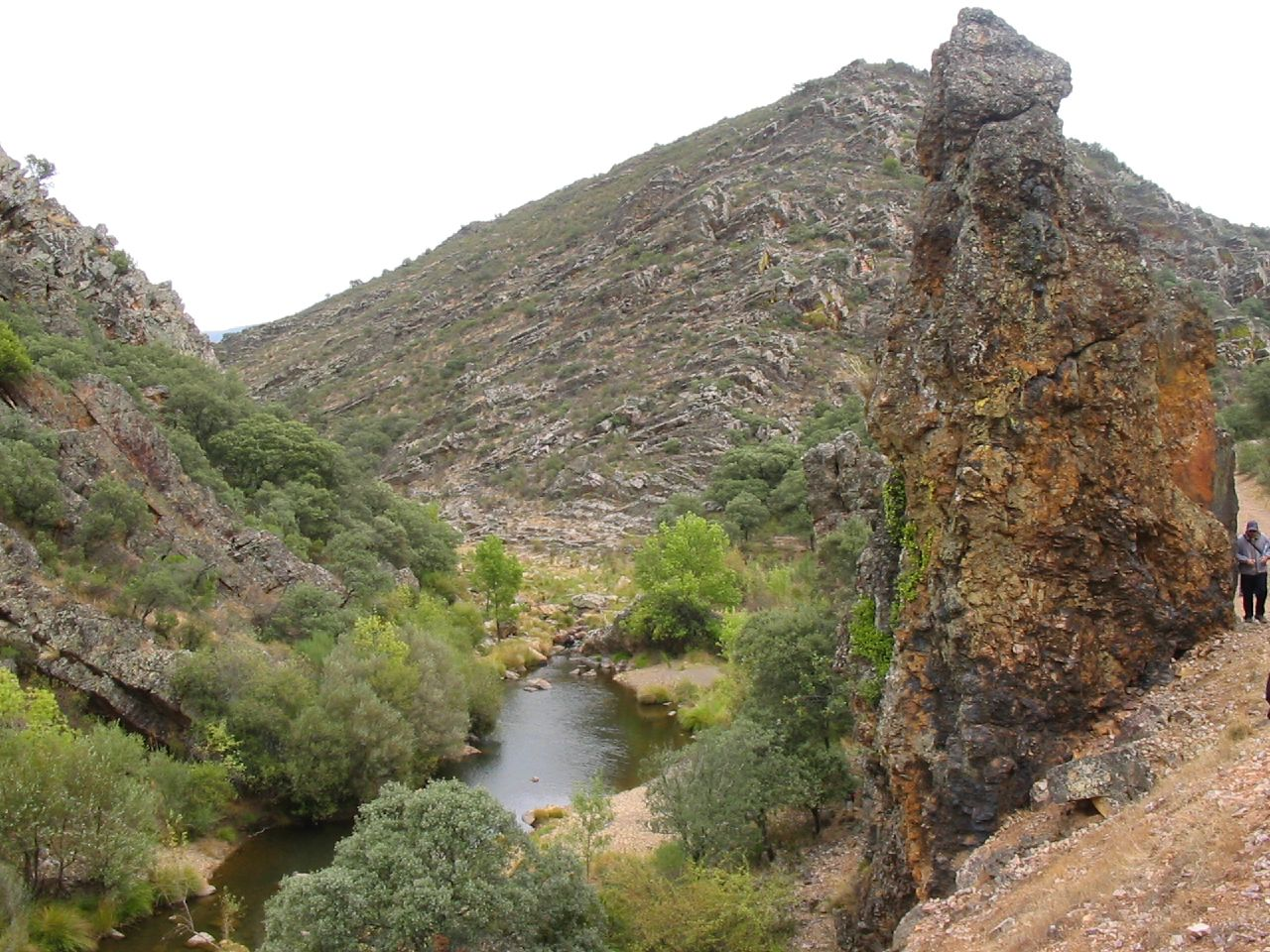
Ruta del Boquerón, Navas de Estena.

El municipio se encuentra ubicado en el parque nacional de Cabañeros. Contiene distintos ambientes que favorecen la presencia de diversas especies vegetales y animales que encuentran en el término municipal el emplazamiento adecuado donde desarrollar su actividad cotidiana: rañas, arroyos, microturberas, e incluso ambientes que favorecen la presencia de vegetales relictos de épocas pretéritas, como el tejo. En las sierras de Navas de Estena aparecen diversas especies vegetales y animales singulares tales como tejos, alisos, acebos, helecho real, buitre negro o águila real.
Mención aparte merece el Boquerón del Estena. Desde el punto de vista florístico, es uno de los lugares donde se refugia la flora más peculiar del entorno de Cabañeros. Por la disposición espacial de este valle se crean las condiciones adecuadas para que habiten tejos, abedules, alisos, acebos, helechos reales (Osmunda regalis), pequeñas turberas. Es un paisaje fresco y agreste. A mediados del siglo XIX se mencionaban los «muchos montes poblados de ásperos bosques de jara, roble y chaparro» los existentes en el término.
En cuanto a la fauna, para apreciarla hay que dejar un poco de lado la concepción turística del parque de Cabañeros y entrar en los aspectos más íntimos del ecosistema; aunque esto suponga "olvidarnos" de especies como buitres o incluso la nutria. El del Boquerón, es un paisaje dominado por tres elementos: el monte, la roca y el río. Y es precisamente en este último lugar donde encontramos los elementos más importantes como varias especies de peces autóctonos tales como el calandino o el jarabugo además de la almeja de río (Unio sp).

## Turismo
Cualquier zona del término municipal de Navas de Estena tiene encanto suficiente como para ser visitada. La diferencia entre lo que está fuera del parque nacional y lo que no lo está es una cuestión puramente administrativa, no de valor medioambiental o paisajístico. Los montes de utilidad pública, los caminos públicos, las veredas públicas, las vías pecuarias y los cauces de los arroyos y ríos son de todos, y pueden ser visitados y paseados libremente, sin más limitaciones que las que marquen reglamentariamente las administraciones competentes en cada uno de ellos. Sin olvidar nunca que lo que los vecinos han conservado durante siglos depende más de la educación de los visitantes que de reglamentaciones coercitivas para seguir como está otros cuantos siglos más. 
En lo que se refiere a alojamiento, actualmente existen en Navas de Estena tres casas rurales y un centro de turismo rural con cabañas de madera, zona de camping y bar-restaurante. El municipio también cuenta con cuatro bares, dos de ellos con servicio de restaurante. Asimismo, existe en el pueblo una oficina de turismo, donde es posible obtener información sobre las rutas que se pueden hacer en la zona.